# Рапсодия (фильм)
«Рапсодия» — кинофильм. Экранизация романа «Морис Гест» Генри Хендел Ричардсон.

## Сюжет
Дочь высокопоставленного и обеспеченного человека Луиза Дюран (Элизабет Тейлор) сбегает из отцовского дома с простым музыкантом, скрипачом Полем Бронте (Витторио Гассман). Она также пытается заняться музыкой, но неудачно, а Поль делает успешную карьеру. В результате их отношения расстраиваются и Луиза выходит замуж за другого.
Её избранник — талантливый пианист Джеймс (Джон Эриксон), для которого, при всей его увлечённости музыкой, любовь стоит на первом месте. Но через некоторое время Поль вновь появляется в её жизни…

## В ролях
- Элизабет Тейлор — Луиза
- Витторио Гассман — Поль Бронте
- Джон Эриксон — Джеймс
- Луи Кэлхерн — Николас Дюран
- Михаил Чехов — профессор Шуманн
- Селия Ловски — госпожа Зигерлист
- Константин Шэйн — профессор Келбер
- Мэдж Блейк — миссис Кэхилл

## Съёмочная группа
- Режиссёр: Чарльз Видор
- Продюсер: Лоуренс Вайнгартен
- Сценарист: Генри Хэндел Ричардсон, Рут Гетц, Огастес Гетц
- Композитор: Джонни Грин[уточнить]
- Оператор: Роберт Х. Планк